# 川根本町立本川根中学校
川根本町立本川根中学校は、静岡県榛原郡川根本町田代にあった公立中学校である。通称「本中」。2024年に本川根小学校と統合し義務教育学校川根本町立光の森学園となった。

## 交通
大井川鐵道千頭駅より、静岡県道77号・国道362号経由で徒歩20分程度。

## 付近
- 川根本町立本川根小学校